# Авторханов, Абдурахман Геназович
Абдурахма́н Гена́зович (Ганазович) Авторха́нов (чечен. Ӏабдурахьман Геназович (Ганазович) Авторханов, 25 октября [7 ноября] 1908, Нижний Наур (ныне Надтеречное), Терская область, Российская империя — 24 апреля 1997, Ольхинг, Германия) — советский учёный, историк, писатель, публицист и общественный деятель, доктор политических наук Dr. rer. pol., член Союза писателей СССР (до войны), диссидент, советолог, почётный гражданин Чечено-Ингушской АССР.
В молодости попал в партийную элиту. B 1937 году арестован, но дважды оправдан судом. После Второй мировой войны был профессором американской военной академии и председателем её Учёного Совета. Автор ряда книг по истории СССР и его системе управления.

## Биография
Биография, изложенная ниже, базируется на мемуарах и других опубликованных работах самого Авторханова, а также на статье Теодора Шабада в газете «The International Herald Tribune», о которой сам Авторханов отозвался как о верно описывающей его биографию.
Следует отметить и расхождения между книгами Авторханова. Так, в «Технологии власти» он рассказывает о своём личном участии в событиях в Москве 1929 года в качестве студента Института красной профессуры (ИКП). Согласно «Мемуарам», он в это время учился в Грозном на рабфаке.
Также приводятся и обсуждаются архивные данные, несколько отличающиеся от опубликованных мемуарных материалов Авторханова.
Кроме того, существует опубликованная в газете «Московская правда» в 2001 году весьма оригинальная биография Авторханова.
В советской массовой печати («Известия», «Огонёк», «Советская Россия» и так далее) публиковались различные, противоречащие друг другу, биографии Авторханова. По словам Авторханова, в них «нет ни одного слова правды, кроме моего имени»:5-40.
Полны биографических проблем также и материалы, напечатанные в американской прессе. Так, например, популярный американский журнал «Time» в рецензии на его книгу «The Communist Party Apparatus», утверждает, что Авторханов без суда был сослан на 5 лет в Сибирь, тогда как, согласно его воспоминаниям, он дважды арестовывался и провёл около 5 лет под следствием в тюрьмах Грозного и Москвы, где подвергался пыткам.
Газета «The New York Times» в заметке: «Emigres Issue Warning» называет его Александром Авторхановым.
В научном журнале «The American Historical Review» Роберт Даниельс, рецензируя его книгу «Происхождение партократии», пишет, что он был взят в плен немцами.

### Ранние годы
Ранние годы Абдурахмана Авторханова прошли в ауле Нижний Наур (ныне Надтеречное, Надтеречного района), где он родился. Действительная дата рождения неизвестна. В своих «Мемуарах» он пишет: «…я родился Бог весть когда, что-то между 1908 и 1910 годами (во время депортации чеченцев аул этот был уничтожен)»:5.
Из другого места этих же мемуаров следует, что он родился между серединой 1909 и серединой 1910 годов:85. Он учился одновременно и в сельской русской (5 классов), и в арабской (мектеб) школах. Его учителем являлась первая чеченская писательница Марьям Исаева. После окончания школы он мог продолжать образование на месте только в мусульманской духовной семинарии — медресе. Тем не менее он был исключён из медресе за чтение светской литературы. В 1923 году сбежал из дома в Грозный. Фамилию «Авторханов» он получил при поступлении в Грозненский детский дом:85-86.
После седьмого класса он поступил в областную партийную школу, где изучал специальные предметы, такие как «партстрой», «хозстрой» и так далее. Обычные школьные дисциплины были на вторых местах. После её окончания он поступил на рабфак.

### Партийная юность (1927—1929)
Партийная юность Авторханова началась в 1927 году. Он вступил в ВКП(б):646 и, не окончив рабфак, поступил, по рекомендации Чеченской партийной организации, на подготовительные курсы московского Института красной профессуры (ИКП).
B институте Авторханов сблизился с кружком сторонников Бухарина, многие из которых тесно лично общались с лидерами «правой оппозиции».
В 1928 году он был переведён на второй курс подготовительного отделения ИКП, но, по его словам, разочаровался в политике и захотел получить техническое образование. Кроме того, его тянуло домой. Поэтому он бросил ИКП и вернулся в Грозный на рабфак, который окончил в 1929 году. После окончания рабфака он поступил в Грозненский нефтяной институт, но партийное руководство Чечни не дало ему продолжить образование и мобилизовало на партийную работу.

### Карьера в ВКП(б) (1929—1937)
Как «подающего большие надежды» чеченца (в тот момент в обкоме чеченцев вообще не было), Авторханова назначили сразу вторым лицом в тогдашней партийной иерархии Чечни — исполняющим обязанности заведующего организационным отделом Чеченского обкома ВКП(б):158 (первым лицом был ответственный секретарь обкома, Авторханов заменял его в период отсутствия). Но в 1930 году назначивший его ответственный секретарь обкома C. A. Хасман был снят, и вместо него был назначен новый — Г. M. Кариб (Товмасян). В соответствии с партийной традицией новый руководитель привёл свою команду. Авторханов вернулся в Москву на подготовительное отделение ИКП.
В то время он, по его словам, всерьёз воспринимал и верил в многократно высказанную после 1917 года позицию Ленина по национальному вопросу, постановления съездов и пленумов партии, считая, что следует учитывать национальные особенности и не вести единообразную политику на всей территории Советского Союза. Защищая своё понимание официально провозглашённых партией принципов, Авторханов написал в 1930 году статью в газете «Правда». Непосредственной причиной для выступления была начавшаяся всеобщая коллективизация сельского хозяйства. По его мнению:369, действующая тогда Конституция СССР 1924 года в компетенцию союзного правительства в Москве относила лишь:
- Внешнюю политику
- Оборону
- Пути сообщения
- Связь

Остальные вопросы должны были решаться на местах в соответствии с местными условиями.
В статье он критиковал положение в национальных окраинах (в Чечне, по его словам, было лишь 4 % грамотных чеченцев), пренебрежительное отношение к местным кадрам (руководство треста «Грознефть», например, считало, что чеченцы избегают настоящего труда, предпочитая работать сторожами) и неподготовленную коллективизацию в национальных районах. Через несколько дней Сталин в докладе на открывшемся съезде ВКП(б) заявил, что партия изменила свою политику и теперь перешла к форсированию коллективизации по всему Советскому Союзу. В результате статья подверглась резкой критике в «Правде», и Авторханов был вынужден написать письмо в газету с отказом от своей позиции.
Тем не менее он был исключён из ИКП и переведён в сектор национальной печати ЦК ВКП(б), а в конце 1930 года откомандирован на Кавказ. Работал заведующим отделом народного образования Чеченской автономной области, организовал Чеченский национальный драматический театр и был назначен его директором. В 1932 году был назначен директором Чеченского отделения Партиздата при ЦК ВКП(б).
В этот период выходят его книги: «К основным вопросам истории Чечни» (1930), «Краткий историко-культурный и экономический очерк о Чечне» (1931), «Революция и контрреволюция в Чечне» (1933), «Объединение, рождённое революцией» (1934). По утверждению самого автора, эти книги были любительскими заметками, а не сочинениями профессионального историка, каким Авторханов стал впоследствии. В соавторстве с Х. Яндаровым и А. Мациевым вышла книга «Грамматика чеченского языка», в которой он, по собственному признанию, играл роль «автора от обкома партии». Его приняли в Союз писателей СССР по секции критики. Он присутствовал на Первом съезде писателей.
В 1933 году поступил на Курсы марксизма-ленинизма при ЦК ВКП(б) в Москве, а в 1934 году вернулся в ИКП. К этому моменту ИКП был разделён на самостоятельные институты по различным направлениям. Он поступил на исторический факультет ИКП, который окончил в 1937 году. Одновременно с учёбой был членом пропагандистской группы ЦК ВКП(б):323. После окончания Института получил направление на работу в Грозный в распоряжение Чечено-Ингушского обкома ВКП(б).
В этот период времени Авторханов дружил с Магомедом Шатаевым.

### Арест и тюрьма (1937—1942)
Арест и тюрьма, вместо работы, ждали возвратившегося из столицы на Родину выпускника привилегированного института.
В ночь с 31 июля на 1 августа 1937 года в Чечне было арестовано 14 тыс. человек, или 3 % от всего населения республики. Несколько позже, 10 октября 1937 года прямо на Пленуме обкома партии были арестованы все (кроме первого секретаря обкома) руководители Чечено-Ингушетии. Вместе с ними был арестован и Авторханов, который только в тот день вернулся из Москвы и получил приглашение на Пленум:493-496.
Несмотря на то, что все они были арестованы вместе, разным арестованным предъявлялись разные обвинения. Авторханова обвиняли по различным пунктам статьи 58 УК РСФСР — а именно: в измене родине, в участии в подготовке вооружённого восстания, в шпионаже, во вредительстве, в ведении контрреволюционной антисоветской пропаганды, в участии в контрреволюционной организации. По первым четырём обвинениям высшей мерой наказания был расстрел:514-515.
Трёхлетнее следствие по его делу, сопровождавшееся физическими и психологическими пытками и имитацией расстрела, не смогло доказать состава преступления. 19 марта 1940 года суд его оправдал. НКВД опротестовал приговор, и он вышел на свободу лишь 19 мая 1940 года:574.
Этот приговор вскоре был отменён. В декабре 1940 года Авторханова снова арестовали. Новый суд в октябре 1941 года приговорил его к четырём годам тюрьмы за «идеологическое вредительство», и постановил выпустить его на свободу немедленно с учётом времени проведённого в заключении. И этот приговор был опротестован. В конце концов он был полностью оправдан Верховным Судом РСФСР и вышел на свободу 22 апреля 1942 года:608.
По словам самого Авторханова после имитации расстрела он дал себе клятву бороться с советской властью всеми возможными способами.
 Возвращенный в свою одиночку прямо с этих убийств, я … сказал себе: «Данная политическая система самая проклятая из всех тиранических систем в истории человечества. Если мне суждено ещё жить на свете, то эта жизнь будет посвящена борьбе с советской тиранией всеми доступными мне средствами. Аминь»:528 

### Предвоенные годы и переход на сторону гитлеровской Германии (1940—1945)
В январе 1940 года (за полтора года до нападения нацистской Германии на Советский Союз) в Чечне началось антисоветское восстание под руководством Хасана Исраилова, друга детства Авторханова. В феврале 1942 года Исраилов объединился с руководителем другого антисоветского восстания Майрбеком Шериповым. Руководители восстания планировали распространить его на горные районы Грузии, Дагестана и других кавказских территорий. По личному поручению Берии Авторханов должен был быть направлен к Исраилову с задачей либо убедить сдаться, либо убить его.
Вместо этого Авторханов во второй половине 1942 года ушёл в подполье и перешёл линию фронта. Он передал немецкому командованию письмо от Исраилова с предложением союза на условиях будущей независимости Чечни. Германское командование предложение союза отвергло, мотивируя это тем, что оно не нуждается в союзниках, a самого Авторханова направили на работу в отдел пропаганды Кавказского фронта. Вскоре (в январе 1943 года) он переехал в Берлин, пытаясь добиться понимания немцами проблем Кавказа. Немцы интереса к сотрудничеству не проявляли, но зачислили его в штат учреждения, где, по его словам, получали зарплату многие русские эмигранты различных профессий от артистов цирка до журналистов. Его работа заключалась в том, что он готовил политические и исторические обзоры по Кавказу. Кроме того, он сотрудничал в русской периодике в Германии и стал членом Северо-Кавказского национального комитета (вышел из него в 1944 году).

### Перемещённое лицо (DP, 1945—1948)
«Перемещённое лицо» — таким стал статус Авторханова после поражения Германии.
В апреле 1945 года Авторханов покинул Берлин и пробрался в американскую зону оккупации. Совместно с эмигрантской организацией Антибольшевистский блок народов издавал журнал на русском языке «Набат», где под псевдонимом Суровцев поместил серию статей «Философия тирании»; публиковался в русском эмигрантском журнале «Посев», издаваемым Народно-трудовым союзом российских солидаристов и (на немецком языке) в газете «Neue Zeitung», издаваемой американской военной администрацией.

### Профессор американской военной академии (1948—1979)
В 1948 году он прочёл цикл лекций о Советском Союзе в военной академии, которая впоследствии стала называться Русским институтом армии США (U.S. Army Russian Institute) в Гармише (Германия). На следующий год он был зачислен в штат. Авторханов проработал там до ухода на пенсию в 1979 году. Он преподавал политическую историю России и СССР в XIX—XX веках, историю и организацию КПСС, идеологию и доктрину советского коммунизма, заведовал кафедрой политических наук и был председателем академического совета института:673-674. За многолетнюю работу в американской армии награждён медалью.
Этот период был наиболее продуктивным в творчестве Авторханова. Он стал одним из самых активных и продуктивных советологов. В 1950 году он был в числе основателей Института по изучению истории и культуры СССР в Мюнхене, a также Северокавказского антибольшевистского национального объединения и его журнала «Свободный Кавказ». Он активно участвовал в создании радио «Освобождение»:709, 718, 750—752 (впоследствии — Радио «Свобода»), был организатором его Северокавказской редакции. Ha русском отделении Радио «Свобода» он читал курсы радиолекций «История культа личности», «История партии как она была», вёл раздел «Партия сегодня».
В 1950 году в еженедельнике «Посев» под псевдонимом Александр Уралов была напечатана его книга «Покорение партии».
Эта книга, переведённая на французский язык, вышла в 1951 году под названием «Staline au pouvoir» («Сталин у власти»):669. Она стала бестселлером. Впоследствии книга была переведена на английский, итальянский и испанский языки. Её цитировали такие известные советологи как Збигнев Бжезинский, Милован Джилас, Борис Суварин, Роберт Конквест и др.
В 1959 году вышла первым изданием его наиболее популярная в СССР книга «Технология власти» (переиздана в 1976 году вторым дополненным изданием). В 1966 году на английском языке вышла его монография «The Communist Party Apparatus», а в 1973 году — книга «Происхождение партократии».
В 1976 году опубликована книга «Загадка смерти Сталина: заговор Берия», где первые была озвучена версия насильственной смерти Сталина. Авторханов утверждает, что Сталин был убит верхушкой Политбюро.

### Пенсионер (1979—1997)
Пенсионер Авторханов продолжал свою публицистическую деятельность. Вышли его книги «Мемуары», «Сила и бессилие Брежнева», «От Андропова к Горбачёву» и другие. Переиздавались его предыдущие книги. Некоторые из них он дополнял. Он продолжал сотрудничество с радиостанцией «Свобода» и журналами. В своих изданиях пенсионного периода, освобождённый от давления начальства:741—745, 747—752, он резче критикует американскую внешнюю политику за её уступчивость и непонимание агрессивной природы советского коммунизма.
Он писал предисловия к книгам. Его диапазон был широк, в частности, он писал предисловия и к дневникам Троцкого, и к английскому переводу романа калмыцкого писателя Балыкова «Девичья честь». Авторханов внимательно следил за развитием событий в Чечне после падения советской власти и провозглашения независимости (см. Авторханов и Чечня).
Умер в городке Ольсинг в Германии 24 апреля 1997 года в возрасте 88 лет.

### Альтернативная версия биографии
В архивах ИКП, открывшихся после падения Советской власти, найдены автобиографии Авторханова 1934 и 1937 годов, написанные им для приёмной комиссии и перед выпуском соответственно.
Хронология здесь следующая:
1924—1926 — учащийся совпартшколы.
1926—1927 — помощник редактора газеты «Серло».
1927—1929 — студент Грозненского рабфака.
1929—1930 — помощник (assistant — так в англ. тексте) зав. орготделом Чеченского обкома.
1930—1931 — заведующий Чеченским ОблОНО.
1932—1933 — директор Грозненского отделения Партиздата.
1934 — слушатель Курсов марксизма-ленинизма при ЦК ВКП(б), затем студент ИКП.
Это противоречит его утверждениям об учёбе в ИКП в 1927—1928 и 1930 годах. Но противоречие легко объяснить тем, что если бы он упомянул об исключении из ИКП, его просто не приняли бы вновь.

### Псевдонимы
Пытаясь скрыть своё авторство от правительств, Авторханов иногда пользовался псевдонимами. Ирония заключается в том, что он вынужден был скрывать своё авторство от правительств обеих сторон в холодной войне: СССР и США. Ниже приводится список известных документированных псевдонимов:
- Александр Уралов[13]:7
- Суровцев — в журнале «Набат»[17]:668
- профессор Темиров — на радиостанции «Свобода»[17]:751

Этот список неполон. Авторханов пишет о том, что в период своей жизни в гитлеровской Германии в Берлине он публиковался под различными псевдонимами в эмигрантских, власовских и немецких изданиях:634' Кроме того, он использовал псевдонимы в начале 1970-х, ввиду запрета его начальника по военной Академии публиковать что-либо без предварительного разрешения (хотя такое требование было незаконным, Авторханов, во избежание лишних проблем, предпочёл подчиниться):741.

## Семья
Первая жена Сепиат Ибрагимовна, урождённая Курбанова (1914—?), её братья: Исрапил Курбанов, инструктор Северокавказского крайкома партии в Ростове; Осман Курбанов — инженер завода «Химэлемент»:404; Иса Курбанов, зав. заводским факультетом Нефтяного института, репрессирован, расстрелян в Бутово (1895—1937); Маад - директор мебельной фабрики, убит следователем; Мумаки, погиб во время войны.
Дочери — Зара:574, 722, Комета:722, род. 1941.
Вторая жена — Людмила Петровна
Дочь — Зара. Внучки Наталья:723, Татьяна:723.
Приёмный сын — Тамерлан (Кунта). Внук Гинас Саша Тамерлан Кифер-Кунта (Kiefer-Kunta, 18.05.1972—17.04.1973).

## Роль в исторической науке
Книги Авторханова представляют собой попытку показать без использования документального материала, как коммунистические идеи из утопии превращались в СССР в реальность.
Он получил первоклассное коммунистическое воспитание и образование, принадлежал к номенклатуре ЦК ВКП(б). Он, по его словам, близко стоял к высшим партийным кругам в решающее время сталинского переворота (1927—1937 годы), лично знал ряд членов ЦК и лидеров партийных оппозиций.
Во время учёбы в институте он получал информацию в спецкабинетах, спецсеминарах и просто из общения с верхушкой власти. Эта информация была закрыта для обычных людей и даже для большинства высокопоставленных членов партии. B 1930—1933 годах работал на высоких партийных должностях. Он прошёл сталинские тюрьмы. Будучи кавказцем, он также смог прочувствовать национальные струны характера Сталина.
Подавляющее большинство людей его формации было уничтожено во времена сталинского террора — он уцелел.
Остальные стали высокопоставленными партийными чиновниками сталинского и послесталинских режимов (Суслов, Пономарёв, Юдин и др.). Они и другие осведомлённые участники тех событий, даже более высокого положения в номенклатуре (как например Хрущёв) были не историками, а политиками и, как пишет Авторханов, некоторая информация, которую они приводят, продиктована не целью рассказать о событии, а выставить себя в выгодном свете.
Авторханов же, по его словам, не считает себя виноватым в действиях сталинского режима — большую часть того времени он учился.
Кроме того, Авторханов активно жил и работал в условиях всех трёх ведущих противоборствующих сил Европы XX века: советской системы, нацистской Германии и западной демократии.
В своей книге «Загадка смерти Сталина»
Авторханов рассказывает ещё об одном источнике информации. Широкая популярность его книги «Технология власти» в СССР привела к тому, что советские люди стали сообщать ему о новых фактах (см. ниже Сочинения Авторханова в СССР). Те факты, аутентичность которых не вызывала у него сомнений, он включал в свои новые книги.
К числу наиболее используемых на Западе работ относятся «Технология власти», «Загадка смерти Сталина: заговор Берия», Communist Party Apparatus, The Chechens and the Ingushes during the Soviet Period and Its Antecedents.
Для названия уникальной системы власти, созданной Сталиным, он ввёл термин «партократия», описал и исследовал эту систему.
Российский публицист и бывший член КПСС Рой Медведев, которого Авторханов обвинял в многолетней работе на КГБ, заявлял, что в книгах Авторханова «содержится немалое количество простых выдумок, прямой лжи».

## Историческая концепция Авторханова
Согласно Авторханову, в СССР функционировала уникальная система, которую он называл «партократией», которая представляла собой идеально сконструированный и не имеющий аналогов в мировой истории инструмент личной власти диктатора. Основные принципы этой системы были заложены Лениным и доведены до совершенства Сталиным. После смерти Сталина система, изменяясь в деталях, продолжала функционировать.
По словам Авторханова, Советским Союзом в действительности правила не партия и даже не её уставные органы (как ЦК или Политбюро), а личная администрация, назначенная диктатором. Формально эта администрация должна была выполнять лишь технические канцелярские функции. На самом деле она держала в своих руках управление страной. При Сталине администрация называлась «Секретариат тов. Сталина» (не путать с Секретариатом ЦК), в дальнейшем она называлась по-разному, но суть оставалось прежней. При Брежневе некоторые члены этой администрации, например, Александров, Цуканов и др. получили личный высокий официальный статус как члены и кандидаты в члены ЦК КПСС. Администрация подготавливала все документы для обсуждения в уставных центральных органах партии. Она была поставлена над партией и над государством.
Вторым инструментом диктатуры был «Особый сектор» ЦК, в руках которого находилась жизнь и карьера партийных кадров от ЦК до секретарей райкомов. Этот сектор подбирал всю номенклатуру и их обслуживающий персонал (прислугу, врачей и так далее). Он же следил за номенклатурой, чтобы предупредить заговоры против Сталина. Особому сектору ЦК напрямую подчинялись «спецсектора» на местах, которые выполняли ту же задачу в отношении местных руководителей, а также задачи предотвращения сепаратизма. «Особому сектору» (а не НКВД) подчинялись подразделения НКВД, которые обеспечивали охрану руководства.
По мысли Авторханова, формирование нового типа тирании «тоталитарной партократии» стало возможно в результате использования особой технологии власти — «синтеза политики с уголовщиной». На этой основе сформировался «треугольник» верховной власти — партаппарат, военный аппарат и КГБ. После же «чекизации», по Авторханову, властных структур формально единая и единственная политическая партия неофициально была разделена на две партии: «открытую» (доступную для вступления специально отбираемых масс людей) и «закрытую» («партию в партии», «партийную элиту»), доступ в которую имели только избранные. Диктатура закрытой партии («партолигархии», «коммунистической партократии» и так далее), о чьей деятельности знал лишь ограниченный круг лиц, сумела установить по-своему уникальный «партийно-полицейский и тоталитарно-террористический» режим. По мнению Авторханова, этот режим превратил всех советских людей в собственность «монопартийного государства», которое нещадно эксплуатирует их. В более общем плане, в условиях, когда, по Авторханову, «народ учат не думать», подлинно властвующая сила одна — «универсальный чекизм. Чекизм государственный, чекизм партийный, чекизм коллективный, чекизм индивидуальный. Чекизм в идеологии, чекизм на практике. Чекизм сверху донизу. Чекизм от всемогущего Сталина до ничтожного сексота».
Таким образом верховный диктатор осуществлял власть над партией. Через партию он осуществлял власть над страной, так как на всех предприятиях и в организациях создавались партийные фракции (впоследствии называемые «партячейки» из всех членов партии данного предприятия или организации. Члены этих фракций обязаны были по всем вопросам голосовать так, как решит фракция, а фракция подчинялась местным партийным комитетам, которые, в свою очередь, полностью зависели от «Особого сектора» ЦК.
Систему Сталин начал формировать в 1922 году, став Генеральным Секретарём партии. Это послужило основанием для ныне известного замечания Ленина о «необъятной власти Сталина», — замечания, которое другие члены ленинского Политбюро предпочли скрывать и игнорировать.

## Авторханов и Чечня
В конце 1980-х — начале 1990-х годов произведения Авторханова стали активно публиковать в СССР, особый интерес его фигура привлекала на родине, в Чечено-Ингушетии. За несколько месяцев до распада Советского Союза в 1991 году Авторханов получил почётное гражданство Чечено-Ингушской АССР.
Авторханов активно интересовался событиями, происходившими в Чечне в 1990-х годах.
В частности, в своём выступлении на радио в 1991 году, опубликованном (с сокращениями) в «Литературной газете», он обратился к чеченскому народу и президенту Дудаеву. В своём обращении Авторханов призвал искать мирные пути к независимости Чечни и договариваться с демократической Россией. Он также призывал не поддаваться провокациям сторонников старого режима, разжигающих рознь между кавказскими народами.
В октябре 1992 года Дудаев посетил его в Германии. К этому времени под воздействием происходивших на Кавказе событий Авторханов пришёл к выводу, что Чечня получит освобождение только через освобождение России.
Имея гражданство ФРГ, Авторханов именовался личным представителем президента Ичкерии Дудаева (как позднее Абумуслимов был представителем Масхадова).
В августе и октябре 1994 года он обратился к Ельцину и Дудаеву соответственно. Он призвал Ельцина остановить движение к войне, которая не нужна ни России, ни Кавказу, и встретиться с Дудаевым.
В обращении к Дудаеву он предостерегал против объявления газавата (священной войны) России, так как «объявила войну не Россия, а московская великодержавная клика, которая… находится в необъявленной войне со своим собственным народом».
Обращаясь к лидерам чеченской оппозиции, он заявил, что поддерживает существование оппозиции с альтернативными программами. Но вооружённая оппозиция является не оппозицией, а бандой.
Последнее письмо от Авторханова Дудаев получил за несколько дней до своей гибели в апреле 1996 года.

## Сочинения Авторханова в СССР
Наиболее популярной в СССР была книга «Технология власти», изданная в 1959 году и вышедшая вторым дополненным изданием в 1976 году. Она распространялась через «Самиздат». Начало распространению её через «Самиздат» положил генерал Григоренко. Государственное издательство «Мысль» напечатало её закрытым бесплатным изданием для партийной элиты:6.
Обычных граждан за её чтение судили. Первый известный процесс такого рода был процесс Юрия Гендлера и других в 1968 году. Затем подобные процессы продолжались:14:628.
Официальная советская пропаганда печатала статьи, порочащие Авторханова и противоречащие друг другу. Кроме официальной пропаганды, эту книгу и её автора пытались дискредитировать и (в то время) диссиденты братья Рой и Жорес Медведевы:17-23.
Побочным и неожиданным результатом созданной КГБ популярности книги стало то, что советские люди стали писать Авторханову письма с дополнительной информацией по затронутым в книге темам.
В эпоху так называемой «гласности» некоторые работы Авторханова были опубликованы в советской печати. Но и тут они подверглись цензуре. Так, в публикации «Технологии власти» было опущено целиком авторское предисловие 1976 года, в котором Авторханов описывал провокации против его книг и клевету на автора в советской печати.
В публикации журнального варианта «Загадки смерти Сталина» («Новый Мир» 1991. № 5) полностью опущены первые 7 глав из 13 и эпилог — то есть больше половины. Кроме того, опущен маленький, но существенный абзац между двумя абзацами, которые напечатаны полностью. Вот вычеркнутый абзац:

«Все три заговора: против Сталина, против Берия и против Хрущёва — свидетельствуют об одном: советский режим не может менять своих правителей легальными методами. Так было всегда. Так будет и дальше.»

В главе XII «Как произошёл переворот» опущены полтора абзаца, включающих следующее утверждение:

У большевиков же преемственна сама конспиративность системы, и пока не наступит полная ликвидация сталинщины, к архивам «дела Сталина» доступа не будет.

Ещё один исключённый абзац:

Но «недотёпа» (Хрущёв) оказался величайшим сфинксом. Он осуществил то, что Сталин хотел, но не сумел: ликвидировал Берию и бериевцев руками Маленкова и маленковцев, Маленкова и маленковцев — руками Молотова и молотовцев, Молотова и молотовцев — руками «выдвиженцев» — брежневых. И таким образом десять лет правил великим государством с репутацией «Иванушки-дурачка», но с головой гениального мужика.

Список таких существенных сокращений, не связанных с сокращением объёма, можно продолжить.

## Аресты
В своей жизни Авторханов несколько раз менял место жительства и практически каждый раз его пребывание в новом месте начиналось с тюрьмы.
1. В 1923 году подростком он бежит из дома в Грозный. Его ловят на вокзале как безбилетника, а так как у бежавшего вместе с ним двоюродного брата находят револьвер, их сажают в тюрьму по подозрению в бандитизме. Они просидели в тюрьме несколько дней[17]:79-81.
2. Из Грозного Авторханов в 1927 году переезжает в Москву. В первые дни пребывания в городе он, мечтая получить автограф Троцкого, на протяжении двух дней поджидает его у входа в одно из учреждений, где Троцкий работал. Его задерживают, а найдя у него нож, заводят следствие о покушении на вождя. Он сидит в тюрьме под следствием две недели, после чего его освобождают[17]:122—134.
3. Возвращение Авторханова в Грозный и последующий новый переезд в Москву для учёбы в ИКП в 1934 году, видимо, проходит без арестов. Но когда он в 1937 году вернулся в Грозный после окончания института, его в первый же день арестовывают на Пленуме обкома партии по делу о «чеченском буржуазно-националистическом центре» вместе со всем партийным активом республики. На тот раз он пробыл в заключении 5 лет (с небольшим перерывом в 1940 году). Оправдан Верховным судом ЧИАССР[39].
4. В 1942 году Авторханов перешёл линию фронта и сразу же был арестован гестапо по подозрению в советском шпионаже. Он считал это мелким недоразумением, но потом узнал, что лишь настойчивые показания друзей и здравый смысл некоторых немцев спасли его от неминуемой смерти[40].
5. В 1945 году он перебрался из Берлина в американскую зону оккупации, где участвовал в совещании эмигрантов — противников Сталина, находящихся в Германии. На этот раз опытный Авторханов избежал американской тюрьмы только потому, что единственный из всех выступил против резолюции предложить демократиям Запада помощь против неизбежной сталинской агрессии. Он сделал себе фальшивые документы и скрылся. Авторы резолюции (в том числе и генерал Бичерахов), передавшие её американским военным властям, были ими арестованы и просидели по два года в тюрьме, а бывший командир Армянского легиона в гитлеровской армии полковник Саркисян был выдан советским властям.

## Критика
Во время Второй мировой войны Авторханов перешёл на сторону нацистской Германии, вступил в спонсируемый нацистами Северо-Кавказский национальный комитет, был главным редактором коллаборационистской газеты «Газават», имевшей эпиграф «Аллах над нами — Гитлер с нами».

## Память
- В годы фактической независимости Ичкерии (1992—1994 и 1996—2000 годах) центральная улица Грозного носила имя Авторханова.
- В 2008 году имя Авторханова было присвоено одной из центральных улиц Грозного (бывшая улица Клары Цеткин)[46][47], а также в родном селе Авторханова Надтеречном[48][49].

## Сочинения
Кроме основных, аутентичных, вариантов сочинений, приводятся также и некоторые переводы и варианты. Ссылки на сочинения везде, где это не оговорено специально, даются на основные варианты.

### Книги
(Аннотации, рецензии и комментарии даются в разделе «Комментарии». Переводные и последующие переиздания даются строкой в следующем абзаце)
- «К основным вопросам истории Чечни: к десятилетию Советской Чечни» — Чечня: Издательство «Серло», 1930. — 105, [3] с.; 22 см — Текст книги полностью вошёл в качестве первой главы в последующую работу автора «Революция и контрреволюция в Чечне»
- «Краткий историко-культурный и экономический очерк о Чечне» — Ростов-Дон: Севкав-книги, 1931
- «Революция и контрреволюция в Чечне: Из истории гражданской войны в Терской области. Краткие очерки». — Грозный : Чеченское национальное издательство, 1933 г. — 173 стр.[j]
- «Грамматика чеченского языка» / Х. Яндаров, А. Мациев, А. Авторханов — Грозный, 1933 — На чеченском языке
- «Объединение, рождённое революцией» — Грозный: Партиздат, 1934
- «Народоубийство в СССР: Убийство чеченского народа» — Мюнхен: Свободный Кавказ, 1952. — 69 c. — LCCN 68-040208 *Переиздание: «Убийство чечено-ингушского народа : Народоубийство в СССР» / Александр Уралов (псевд.). — М.: СП «Вся Москва», 1991. — 79, [2] с.; 20 см — ISBN 5-7110-0131-0.
- Технология власти. — Frankfurt/Main: Possev-Verlag, 3-е изд., 1983. —809 c.; 17 cm. LCCN unk84-022143: LC Call Number JN6598.K7 A83 1976.

Переводы:
- «Stalin and the Soviet Communist Party: A Study in the Technology of Power» (англ.) — New York : Praeger, 1959—379 p. 25 cm. LCCN 59-008145 — Translation of Tekhnologiia vlasti («Технология власти» (1st. ed., 1959)[k]

Переиздания:
- «Технология власти» — СП «Слово»/Центр «Новый мир» Москва 1991 ISBN 5-85050-012-4 (ошибоч.);
- «Технология власти» — журнал Вопросы истории № 1-12 1991; 1—3, 6—7, 10—12 1992; 2—3 1993; * «Технология власти» (онлайн версия издательства СП «Слово» на сайте Lib.ru)[l][m]
- «Происхождение партократии» — в 2 тт. (т. 1. ЦК и Ленин; т. 2. ЦК и Сталин) — 2-е изд. — Frankfurt/Main : Possev-Verlag, 1983.[n]
- Загадка смерти Сталина : заговор Берия. — 5-e изд. — Frankfurt/Main: Possev-Verlag, 1986. —316 c. LCCN 92-157731[o]

Переиздания:
- «Загадка смерти Сталина: заговор Берия : Glavy iz knigi — Zhurnal’nyj Variant» — журнал «Новый Мир» (1991. № 5 s. 194—233);
- «Загадка смерти Сталина: заговор Берия» — онлайн версия статьи в журнале «Новый мир» на сайте Lib.ru.[p],[q]
- От Андропова к Горбачёву : Дела и дни. — Paris : YMCA-Press, 1986—347 c. — ISBN 2-85065-088-9.
- Сила и бессилие Брежнева : политические этюды. — 2-e изд., дополн. — Frankfurt/Main : Possev-Verlag, 1980—327 c. ; 17 cm. LCCN 79-385746.[r]
- Ленин в судьбах России : Размышления историка. — Garmisch-Partenkirchen: Prometheus-Verlag, 1990—485 с.[s]
- Империя Кремля: Советский тип колониализма. — Garmisch-Partenkirchen: Prometheus-Verlag, 1988—425 c. 1LCCN 92-119202.

Переиздания: «Империя Кремля» — M.: ДИКА-М 2001. — 476, [1] c.; 18 см ISBN 5-901115-02-3 «Империя Кремля» — Минск: Полифакт, Москва: Дружба народов, 1991—107 c.; 26 см LCCN 94-202782.
- Мемуары. — Frankfurt/Main: Possev-Verlag, 1983—761 c.; 17 cm. LCCN 83-207886. — Рассказ о жизни автора на фоне бурных событий XX века.

Переиздания: «О себе и времени : мемуары» — M.: ДИКА-М, 2003. — 734 c. ; 18 см LCCN 2004-363387
- Staline au pouvoir. (pseud. — Alexandre Ouralov) — Paris : Les Iles D’Or, 1951—318 p. LCCN 52-040262 — Traduit du russe par Jacques Fondeur —[u]

Переводы: The reign of Stalin / Alexander Uralov (pseud.). — Westport, Conn. : Hyperion Press, 1975—256 p. ISBN 0-88355-182-9 — Translation of Staline au pouvoir : Reprint of the 1953 ed. published by Bodley Head, London.
- Der Islam und die mohamedanischen Völker der Sowjetunion. — Zollikon: Glaube in der 2. Welt, 1980 — 24 c. ISBN 3-85710-005-2 (pbk.) LCCN 87-673220. — (Нем. пер. статьи «Ислам и мусульманские народы СССР»)
- Strategy for Freedom. The Challenge of Coexistence — London: Ampersand, 1966. — 130 p. LCCN 66-071993[w]
- The Communist Party Apparatus. — Chicago, H. Regnery Co., 1966 — viii, 422 p. LCCN 66-015155 (англ.)[x],[y]
- Авторханов А. Г. Сталин. Путь к диктатуре. — М.: Алгоритм, 2014. — 224 с. — ISBN 978-5-4438-0745-4.

### Публикации в сборниках и периодических изданиях
- Авторханов А. Р. Достижения и недочёты культурного строительства в Чечне // Революция и горец: журнал, № 5, 1929.
- «К некоторым вопросам истории Чечни» // «Революция и горец» (журнал) — Ростов на Дону, 1929 — Первая книга Авторханова
- За выполнение директив партии по национальному вопросу // Правда. № 170, 22 июня 1930. с. 4. — М.. — Критика тезисов докладов Яковлева и Куйбышева на XVI съезде ВКП(б). Автор считал, что партия уделяет недостаточно внимания национальным кадрам на окраинах, а также утверждал, что перед широкой коллективизацией в национальных окраинах необходимо провести землеустройство.
- Письмо в редакцию // Правда. № 182, 4 июля 1930. с. 6. — М.. — Отказ от позиции, высказанной в предыдущей статье.
- На путях к созданию национальной литературы в Чечне // На подъёме. № 9, № 10, 1931.
- Зацепилин, Азиев и группа трех. // Грозненский рабочий, октябрь 1931. (О недостаточной борьбе с классовыми врагами. Упоминается фамилия Яндарова, Чуликова, Мамаева. Вероятно, та статья, которой впоследствии Авторханов стыдился)
- The Chechens and the Ingushes during the Soviet Period and Its Antecedents // The North Caucasus barrier: the Russian advance towards the Muslim world. — pp. 146–194 — New York : St. Martin’s Press, 1982 — ISBN 0-312-07575-8. — История Чечни и Ингушетии в составе СССР.
- Положение исторической науки в СССР //Материалы Конференции научных работников (эмигрантов), состоявшейся в Мюнхене 11—14 января 1951 г. — Мюнхен: Институт по изучению СССР, 1951-. — 95 с ; 21 см LCCN 65-036291 — Вып. 3;
- Покорение партии // Посев, № 40 (227) (1950 г.) — № 16 (255) (1951 г.) — Limburg/Lahn (Германия). — Первая книга Авторханова на Западе. Автор описывает сталинский переворот и уничтожение старой партии, созданной Лениным.
- Свободный Кавказ 3 (18), (март 1953). — Некролог Сталину: «…Перестало биться волчье сердце и работать дьявольский ум. Ушёл человек, в котором не было ничего человеческого — ни души, ни любви, ни жалости… Ушёл человек, который обессмертил своё имя миллионами смертей… Осиновый кол в его могилу! Вечное проклятие его памяти!! Истребительная война его наследству!!!…»
- Forum. Question of a September 1936 Plenum of the CPSU Central Commitee. A Few Questions Concerning the Great Purge: An Answer to My Critics // Slavic Review, vol. 26, No. 4 (Декабрь, 1967), pp. 665–672 — Ответ американским советологам Шлюссеру и Армстронгу на их утверждения, что данные «эмигрантского автора Авторханова» в свете доклада Хрущёва ненадёжны.
- Закулисная история пакта «Риббентроп-Молотов» // Континент — № 4 (1975). с. 300—319 — Париж — Описывается предыстория пакта и секретные протоколы к нему. Автор утверждает, что для Гитлера более важен был бы пакт «Риббентроп — Микоян», в котором СССР обязался снабжать Германию всем необходимым для войны, чем ничего не значащая для обоих диктаторов политическая бумажка.
- Брежнев издалека // Новое русское слово" (29 января 1978 г.) — Нью-Йорк.
- Чудовище, которое превзошло «Левиафан» // Грани — Книга 115 (1980) с. 242—248. — Автор утверждает, что сталинская система превзошла по своей жестокости страшное абсолютистское государство, созданное фантазией английского философа XVII века Гоббса. «История знает много голодных бунтов, отчаявшихся подданных против неразумных правителей. У Сталина голодные не бунтовали, они ложились массами на улицу и умирали» (с. 245)
- У истоков ленинской деспотии // Грани — Книга 113.
- Коба и Камо // Новый журнал — № 110 (Март 1973) с. 266—287 — История уголовного направления в большевистской партии.
- Вечный Микоян // Новый журнал. — Неизвестные и малоизвестные факты в биографии Микояна.

№ 105 (Декабрь 1971) с. 249—259
№ 107 (Июнь 1972) с. 200—204: Двадцать седьмой бакинский комиссар (1917—1918)
№ 108 (Сентябрь 1972) с. 266—282: Контрабандист и конспиратор (1918—1920)
№ 111 (Июнь 1973) с. 215—234: Партийный наместник на Волге и Юго-Востоке (1920—1926)
- Убил ли Сталин Ленина? // Новый журнал — № 152 (Июнь 1983) с. 240—259. — Автор повторяет своё утверждение, сделанное в предыдущих работах, что возвращение Ленина к активной деятельности означало бы политическую смерть Сталина. Он излагает доводы, свидетельствующие о возможном убийстве Ленина Сталиным.
- Ленин и ЦК // Новый журнал — В серии статей автор показывает, как Ленин иногда оказывался в меньшинстве в ЦК и как он различными методами добивался своего. Содержание статей, в основном, вошло в книгу автора «Происхождение партократии»

№ 100 (Сентябрь 1970) с. 329—349: Ленин и ЦК октябрьском перевороте
№ 101 (Декабрь 1970) с. 208—220: ЦК против Ленина о восстании
№ 102 (Март 1971) с. 217—234: Ленин и ЦК после июльского восстания
№ 103 (Июнь 1971) с. 214—223: Первый кризис в ЦК после взятия власти
- Кто же отец колхозов? // Новый журнал — № 113 (Декабрь 1973) с. 242—256. — Автор доказывает, что не Ленин, а Сталин был отцом колхозов, несмотря на то, что сталинизм есть наиболее последовательное осуществление ленинизма на практике.
- Людоедство в хлебной стране // Новый журнал — № 153 (Декабрь 1983) с. 199—212 — О голоде в СССР в 1930—1934 годах. Переход от внутренней торговли к снабжению. Карточная система, категории городов и социальных групп.
- Письмо в редакцию // Новый журнал — № 155 (Июнь 1984) с. 199—212. — Исправление неточностей в статье «Людоедство в хлебной стране»
- Новая фаза в политике советской экспансии // Новый журнал — № 104 (Сентябрь 1971) с. 210—236. — Обсуждаются изменения в советской стратегии, связанные с отказом от постулата, что любая локальная война перерастёт в ядерную. Рассматриваются направления советской внешней и военной политики в отношении Европы, Китая, Индокитая и Ближнего Востока.
- Европейская стратегия Кремля // Новый журнал — № 119 (Июнь 1975) с. 169—190. — Анализируются цели Советского Союза в его стремлении (начиная с 31 марта 1954 года) созвать совещание по безопасности в Европе.
- Глобальная стратегия Кремля // Новый журнал — № 126 (Март 1975) с. 198—217. — Автор показывает, что внешние интересы СССР существенно отличаются от внешних интересов Российской империи. Сосуществование понимается советским руководством как отсутствие обычной войны при продолжении идеологической, то есть мирное завоевание всего мира.
- Ислам и мусульманские народы СССР // Новый журнал — № 139 (Июнь 1980) с. 172—202. — История советской политики в отношении внутренних мусульманских народов: от поддержки и заигрывания до подавления; колебания в этой линии. Утверждается, что, вопреки мнению партийного руководства, мусульманские народы не являются надёжным звеном ни в случае внешнего конфликта, ни при внутренних потрясениях.
- Антиконституция СССР // Новый журнал — № 128 (Сентябрь 1977) с. 179—197. — Отмечается, что и в новой Конституции нет принципа разделения властей, основы всех западных Конституций. Комментируется нововведение о руководящей роли партии.
- Кузница мастеров власти : школа высших политических кадров ЦК КПСС // Новый журнал — № 131 (Июнь 1978) с. 219—241. — Описывается структура и деятельность высших школ по подготовке кадров для Коммунистической партии. Особенно подробно описывается Институт красной профессуры, где учился автор.
- Последний съезд Брежнева // Новый журнал — № 144 (Сентябрь 1981) с. 146—173. — Напечатано до смерти Брежнева. Автор анализирует XXVI (1981) съезд КПСС. Рассматриваются новые проблемы внутренней и внешней политики страны, такие как еврокоммунизм, Польша, Афганистан, экономика. Анализируется процесс старения руководства. Предсказывается, что при непосредственных наследниках Брежнева (кандидатами в которые называются Кириленко, Черненко, Романов, Горбачёв) ничего существенно не изменится. Но придёт следующее, более мыслящее поколение (Иноземцев, Фалин и другие), которое лично знакомо с Западом, и они могут отказаться от некоторых идеологических догм.
- Свободный Кавказ. № 1 (1), (октябрь 1951). — Излагается точка зрения Авторханова, согласно которой освобождение нерусских народов СССР возможно лишь вместе с русским народом.
- Возможна ли революция в СССР / А. Уралов (псевд.) // Посев, № 37 (224) (10 сентября 1950 г.) с. 11—13 — Limburg/Lahn (Германия) — На основании ленинской теории революции автор показывает, что революция в СССР возможна.
- Ещё раз о загадке смерти Сталина // Новый Мир, № 12 (декабрь 1991 г.), с. 235—242. — Приводятся новые данные, подтверждающие и дополняющие версию автора: «Не в том загадка смерти Сталина, был ли он умертвщлён, а в том, как это произошло. Этого вывода я держусь до сих пор». (стр. 238)
- Forty Years of Chehenoingushetia // Caucasian Review 10 (1960): pp. 3–9. — Автор пишет об утверждении советской пропаганды, что советская власть принесла прогресс народам Кавказа. При этом забывается, что за десять лет сталинских репрессий было убито в 10 раз больше чеченцев и ингушей, чем за 15 лет ожесточённой Кавказской войны против царизма в XIX веке.
- Забудьте о газавате // Литературная газета. № 43 (29 октября 1991 г.). — с. 2. — Сокращённый вариант беседы с А. Авторхановым на радиостанции «Свобода».

### Заметки, предисловия, дискуссии и так далее
- Троцкий, Лев Давидович: Дневники и письма / Лев Троцкий ; Под ред. Ю. Г. Фельштинского ; Предисл. А. А. Авторханов. — Tenafly (N.J.): Эрмитаж, 1990. — 302 с : ил., портр., факс.; 23 см — ISBN 1-55779-021-3.
- Зарницы возрождения : Опыт политической борьбы и нравственного просветительства / Сергей Солдатов; предисловие Абдурахмана Абдурахманова; введение Мартина Дьюхерста — London: Overseas Publications Interchange, 1984 — ix, 413 p., [30] p. of plates; 18 cm. ISBN 0-903868-71-7. — С. Солдатов, один из организаторов подпольного «Демократического Движения Советского Союза» (ДДСС) рассказывает об организации и о себе. В своём предисловии к книге Авторханов отмечает, что ДДСС отличалось от диссидентских организаций тем, что было тайным. Поэтому, будучи неизвестной КГБ по открытым выступлениям, смогла действовать пять лет. Она была раскрыта только тогда, когда её члены перестали соблюдать законы конспирации. Таким образом, он развенчивает легенду о профессионализме советской тайной полиции.
- СССР сегодня и завтра / Малевский-Малевич; введение Авторханова — Париж, 1972. — 184 с. ; 22 см. — LCCN 00-399119.
- A Maiden’s Honour: A Tale of Kalmyk History and Society / Balykov, Sandzhi Basanovich; Chavchavadze, David (tr.); Bormanshinov, Arash (commentary & glossary);Avtorkhanov, A. (Rus. pref.). — Bloomington: Mongolia Soc., Indiana Univ.; 1990. — 201 p.
- По поводу книги Д. С. Анина «Революция 1917 г. глазами её руководителей». Рим 1971 // Новый журнал — № 107 (Июнь 1972) с. 269—272. — Эта и последующие две статьи представляют собой дискуссию по поводу личности и роли Ленина и ЦК РСДРП(б) в Февральской и Октябрьской революциях.
- Анин. Ленин в 1917 году: Письмо в редакцию // Новый журнал — № 109 (Декабрь 1972) с. 276—281.
- Ответ Д. Анину // Новый журнал — № 109 (Декабрь 1972) с. 281—285.

## Комментарии
1. ↑  A. Авторханов. «Технология власти» — Possev-Verlag, 1983 стр. 38. Здесь в книге опечатка: статья была опубликована не 28 июля, а 29 августа, причём информация об Авторханове была напечатана только в The International Herald Tribune, в The New York Times она не фигурировала в соответствующей статье.
2. ↑  Русский, как и арабский, языки были для Авторханова иностранными (см. А. Авторханов «Мемуары» — Possev-Verlag, 1983, стр. 154—155). При этом почти всё, опубликованное им, написано на русском языке
3. ↑  прибавив себе два года: см. А. Авторханов «Мемуары» — Possev-Verlag, 1983 стр. 108
4. ↑  А. Авторханов «Мемуары» — Possev-Verlag, 1983 стр. 147, 157). Согласно «Технологии власти», в 1928—1929 учебном году он находился в Москве (см. A. Авторханов. «Технология власти» — Possev-Verlag, 1983 стр. 108, 129—157, 186
5. ↑  До 1917 года Ленин придерживался мнения о необходимости ассимиляции и слияния всех наций в русской революции — см. «Сила и бессилие Брежнева» — Possev-Verlag, 1980. стр. 152—154
6. ↑  Хотя перед микрофонами Северокавказской редакции никогда не выступал. См. A. Авторханов. «Технология власти» — Possev-Verlag, 1983, стр. 10
7. ↑  В «Мемуарах» — исполняющий обязанности зав. орготделом
8. ↑  Всё же об одном таком случае он со стыдом вспоминает в своих мемуарах (А. Авторханов «Мемуары» — Possev-Verlag, 1983 стр. 630—631): в своей книге 1933 года «Революция и контрреволюция в Чечне» двадцати-с-небольшим-летний искренне убеждённый коммунист Авторханов громил Ибрагима Чуликова — человека, который принял его в своё время в детский дом. Встретившись с ним в эмиграции, он соврал, что он просто однофамилец той «отвратительной большевистской сволочи»: «Я на старика не обижался: ведь речь шла о бывшей „сволочи“».
9. ↑  Впоследствии, при Горбачёве, Рой Медведев стал членом ЦК КПСС
10. ↑  Рецензии на книгу «Революция и контрреволюция в Чечне»:
* Н. Тлюняев, А. Иванов. «Рецензия» (А. Авторханов. «Революция и контрреволюция в Чечне») // Историк-марксист: Журнал Коммунистической академии — № 2, (1934 г.) — стр. 132—135. Авторы критикуют Авторханова за отсутствие в работе высказываний Ленина и Сталина, а также неприменение принятых в то время шаблонов о социальном расслоении и классовой борьбе к жизни чеченских горцев. (Один из авторов рецензии — инструктор Северокавказского крайкома Тлюняев — впоследствии дал на следствии показания против Авторханова, но сам был расстрелян.)
* Хамид Окуев. Ещё раз об ошибках товарища Авторханова. // Грозненский рабочий. — 1937. — 17 апреля. — С. 2. (о книге А. Авторханова «Революция и контрреволюция в Чечне»). Хамид Окуев неоднократно кпомянут в «Мемуарах» Авторханова, проходил по тому же делу, что и Авторханов.
Некоторыми критиками отмечается авторская небрежность в ссылках; излишний для исторических работ эмоциональный стиль; использование таких не принятых в науке слов, как «негодяй» и так далее. При том подчёркивается ценность собранного материала. Небрежности авторхановского стиля критикуются и в некоторых рецензиях последующих работ Авторханова. (см. напр. Armstrong // The Russian Review. — Jan., 1967. — pp. 79-80)
11. ↑  Перевод страдает неточностями,[50]
12. ↑  Замеченные отличия от издания Possev-Verlag; Отсутствует предисловие автора
13. ↑  Рецензии на книгу «Технология власти»:

* Feldmesser, Robert A. // The Russian Review. Apr., 1960, vol. 19, no. 2, pp. 212—213.

* Hecht, David // Annals of the American Academy of Political and Social Science. May, 1960, vol.329, No. «International Co-Operation for Social Welfare-A New Reality»

* Tucker, Robert C. // The Slavic and East European Journal. Spring, 1960, vol. 4, No. 1, p. 84.

* Brzezinski, Z. // Political Science Quarterly. Jun., 1960, vol. 75, no 2, pp. 277—278

* Skilling, H. Gordon // The Journal of Politics. Nov., 1960, pp. 736—740

* Fisher, Ralph T., Jr. // The Journal of Modern History. Mar., 1961, vol. 33, No. 1, p. 93.

* Meynaud, Jean // Revue economique (fr.). Jul., 1961, vol. 12, No. 4, pp. 684—685
14. ↑  Рецензии на книгу «Происхождение партократии»:

* Reshetar, John S., Jr. // Slavic Review. Mar., 1975, vol. 34, No. 1, pp. 154—156

* Daniels, Robert V. // The American Historical Review. Jun., 1976, Vol. 81 Issue 3 pp. 633—634.

* Uldricks, Teddy J. // The Russian Review. Jul., 1976, vol. 35, No. 3.
15. ↑  Приводятся дополнительные детали организации системы власти Сталина, история послевоенного СССР и Восточной Европы, подготовка новой чистки партии. У автора практически нет сомнений, что Сталин был убит верхушкой Политбюро. Обсуждаются различные версии.
16. ↑  Замеченные отличия от издания Possev-Verlag. Опущены первые 7 глав и Эпилог; нет ряда существенных абзацев в остальном тексте
17. ↑  Рецензии на книгу «Загадка смерти Сталина»:

* Gross, Jan T. // Slavic Review. Sep., 1977, vol. 36, No 3.

* Uldricks, Teddy J. // The Russian Review. Apr., 1979, Vol. 38, No. 2, pp. 237—238
18. ↑  В книге описывается эпоха правления Брежнева и некоторые новые явления в работе системы власти, созданной Лениным-Сталиным. Рецензии на книгу «Сила и бессилие Брежнева»:

* Kristof, Ladis K. D. // The Russian Review, Jul., 1980, Vol. 39, No. 3 pp. 373—374.

* Ploss, Sidney // Slavic Review. Winter, 1981, vol. 40, No.4, p. 652
19. ↑  Описывая семью Ленина, автор выдвигает предположение что если бы его брата Александра не повесили, то Владимир пошёл бы стопам отца — талантливого и верноподданного слуги Его Величества
20. ↑  Рецензии на книгу «Мемуары»:

* Felshtinsky, Yuri // The Russian Review. — Jan., 1985. Vol 44, No. 1 pp. 114
21. ↑  Первая книга автора на иностранном языке. Написана на основе его книги «Покорение партии», напечатанной в журнале «Посев» (№ 227—255)
22. ↑  Рецензии на книгу «Staline au pouvoir»:

* G., C. // International Affairs (Royal Institute of International Affairs). Apr., 1952, vol. 28, No. 2, pp. 245—246
23. ↑  Рецензия на "Strategy for Freedom. The Challenge of Coexistence":

* Frankel, J. // International Affairs (Royal Institute of International Affairs). Apr., 1967, vol. 43, No. 2, pp. 325—326
24. ↑  Научная монография по истории и структуре партии и всей советской системы управления. Автор, в частности, утверждает, что тоталитаризм в нацистской Германии, не говоря уже об Италии, был намного слабее, чем в СССР. Содержит большое количество справочного и статистического материала
25. ↑  Рецензии  на книгу "The Communist Party Apparatus":

* Editorial. System // Time Magazine. — Friday, July 15, 1966 v.88 no.3 p. 84

* Armstrong, John A. Book Review: «The Communist Party Apparatus» // The Russian Review, v. 26, No 1, (Jan., 1967), pp. 79—80. — Автор, отдавая должное богатым фактическим данным, упрекает Авторханова в незнакомстве с западными материалами и в неряшливости стиля.

* Bouscaren, Anthony Trawick // Annals of the American Academy of Political and Social Science. Mar., 1967, vol. 370, No: National Character in the Perspective of the Social Sciences, pp. 217—218

* Gehlen, Michael P. // The Journal of Politics. Aug., 1967, vol. 29, No. 3, pp. 669—671.

* Morton, Henry W. // Slavic Review. Mar., 1968, vol. 27, No. 1, pp. 159—160.